# 泉州公交7路
泉州公交7路是中华人民共和国泉州市境内的一条公共交通线路，全程12.8公里。起讫点为文化宫至华侨大学首末站，运营时间为文化宫 6:20-22:30；华侨大学首末站 6:00-22:00
该线为泉州公交第一条采用普通话、闽南语、英语等三种语言报站的线路

## 历史
- 1994年4月1日，泉州市公共交通公司（公交集团前身）开通7路小公共汽车，由承包车队负责7路运营。初期运行区间为体育场-九一街-华侨大学。初期为按站计价，全程票价1.2元/人。使用车辆为7部建康牌NJC6620型汽油无空调小巴，初期运行时间则因缺乏资料而无法考证。[2]
- 1997年，泉州公交收回7路经营权，由私营承包转为公营。
- 1998年6月6日，7路开通夜班服务。末班发车时间延长至华侨大学21:36、文化宫22:00发车[3]
- 1999年8月1日，7路夜间运营区间延长至桥南，白天不变。[4]
- 1998年12月2日，因九一街交通优化需要。7路自该日起由体育场缩线至文化宫始发终到，并取消途径九一街、打锡街、中山北路，改为途径百源路、涂门街、温陵南路至公交车站后原线行驶，其它不变。[5]
- 1999年10月1日，7路更换为15部华夏AC6750Q型汽油无空调公交车
- 2001年8月20日，因19路已开通夜班服务，7路自该日起夜间运营区间缩回至华侨大学始发终到
- 2004年8月1日，7路更换为12部亚星JS6800H型柴油空调公交车。[6]
- 2006年4月4日，7路取消分段计价制度，改为实行一票制计价制度。票价调整为¥1.5/人[7]
- 2007年4月30日，7路启用无人售票制度，票价不变[8]
- 2008年3月19日，7路一部运营车辆在途径侨乡体育馆时，因电路老化造成车辆自燃，所幸扑救及时，无人员伤亡
- 2008年6月26日，7路闽CY0859号车在开往华大始末站途中，因车前突然窜出一部自行车，反应不及与其相撞，造成自行车上的女子身亡[9]
- 2010年10月15日，7路接手并更换自19路退下的10部大金龙XMQ6891G1型柴油空调公交车
- 2010年10月28日，一名男子行走于文化宫路段时，遭遇来自7路闽CY1916号车的推撞，造成该名男子受轻微伤[10]
- 2010年11月，7路更换为12部福达FZ6890UF3G3型柴油空调公交车
- 2014年3月11日，因北迎宾大道拓宽改造施工的需要，7路取消停靠火烧桥站
- 2014年4月22日，为提升泉州公交对外国人乘车服务水平，7路全线车辆启用英语自动报站。成为大泉州地区第一条采用三语（普通话、闽南语泉州话、英语）报站的线路[11][12]
- 2015年11月4日，7路更换为8部金旅XML6105JHEVE8C1柴油插电式混合动力空调公交车[13]
- 2017年6月10日，7路票价由一票制¥1.5降为一票制¥1.0[14]
- 2018年6月1日，7路全线更换为12部大金龙XMQ6802AGBEVL2型空调电动巴士，并退下8部XML6105JHEVE8C1
- 2018年12月20日，7路更改运行路线，取消途径温陵路、东湖街、城华南路，改为途径津淮街、刺桐北路、丰泽街、安吉路、城东街至城华北路后原线行驶，运行时间统一为文化宫 6:20-22:30、华侨大学 6:00-22:00，票价不变。[15]
- 2018年12月30日，因37路更换车型的需要，洛江公司抽调7路4部XMQ6802AGBEVL2至37路，7路配车数减少至8部
- 2019年3月5日，7路自该日起往文化宫单向增停火烧桥站[16]
- 2019年5月1日，因华大首末站复建完成，7路自当日起恢复至该首末站始发终到。运营时间、票价不变[17]
- 2021年6月25日，因东星站站点位置迁移，原有北上方向东星站更名为山海路口站。受此影响7路自该日起单向增加停靠本站。运营时间、票价不变。[18]
- 2022年3月16日，因疫情防控暂停中心市区范围内所有公交线路运营，7路自当日首班起暂停运营至4月17日。[19]
- 2022年4月18日，7路恢复运营。[20]
- 2024年1月11日，因百源路污水管道封闭施工影响，7路自该日取消途径百源路，改为途径打锡街、庄府巷、壕沟墘、新门街、涂门街至关帝庙站后原线行驶，其它不变。[21]
- 2024年2月6日，7路恢复途径百源路，取消途径打锡街、庄府巷、壕沟墘、新门街。
- 2024年7月5日，因新门-涂门街污水干管建设工程施工。7路自该日双向临时取消途径百源路、涂门街。改为途径九一街、温陵北路至津坂路口站后原线行驶，并双向增停九一街、温陵路中段等站，其它不变。[22]
- 2025年1月6日，7路恢复途径百源路、涂门街。取消途径九一街、温陵北路。[23]
- 2025年3月3日，7路恢复双向停靠华侨大学站。[24]

## 站点
| 路线 | 路线 | 路线 | 所在地区、街道 | 所在地区、街道          | 站点名           | 备注            |
| ---- | ---- | ---- | -------------- | ----------------------- | ---------------- | --------------- |
|      |      |      | 鲤城区         | 九一街                  | 文化宫           | 起讫站          |
|      |      |      | 鲤城区         | 百源路                  | 百源路           |                 |
|      |      |      | 鲤城区         | 涂门街                  | 关帝庙           | 清净寺          |
|      |      |      | 鲤城区         | 涂门街                  | 棋盘园           |                 |
|      |      |      | 丰泽区         | 津淮街                  | 津坂路口         |                 |
|      |      |      | 丰泽区         | 津淮街                  | 水务集团         | 原名 水利大厦   |
|      |      |      | 丰泽区         | 津淮街                  | 刺桐公园南门     |                 |
|      |      |      | 丰泽区         | 刺桐北路                | 祥业花园（↓）    | 刺桐公园（↑）   |
|      |      |      | 丰泽区         | 刺桐北路                | 丰泽街口（↓）    | 东方银座（↑）   |
|      |      |      | 丰泽区         | 丰泽街                  | 人民医院         | 人民保险        |
|      |      |      | 丰泽区         | 丰泽街                  | 公交大厦         |                 |
|      |      |      | 丰泽区         | 安吉路                  | 边防小区         | 原名 坪山洞东侧 |
|      |      |      | 丰泽区         | 安吉路                  | 山海路口         | ↓               |
|      |      |      | 丰泽区         | 安吉路                  | 东星             |                 |
|      |      |      | 丰泽区         | 安吉路                  | 埭头             |                 |
|      |      |      | 丰泽区         | 安吉路                  | 前头             |                 |
|      |      |      | 丰泽区         | 安吉路                  | 青莲寺           | 原名 浔美       |
|      |      |      | 丰泽区         | 安吉路                  | 世界城东门       |                 |
|      |      |      | 丰泽区         | 安吉路                  | 海峡体育中心     |                 |
|      |      |      | 丰泽区         | 城东街                  | 海峡体育中心北门 |                 |
|      |      |      | 丰泽区         | 城东街                  | 体育中心北四门   |                 |
|      |      |      | 丰泽区         | 城东街                  | 城东中学         |                 |
|      |      |      | 丰泽区         | 城华北路 （北迎宾大道） | 火烧桥           | ↑               |
|      |      |      | 丰泽区         | 城华北路 （北迎宾大道） | 华侨大学         |                 |
|      |      |      | 丰泽区         | 城华北路 （北迎宾大道） | 华侨大学首末站   | 起讫站          |

## 票价
7路计价方式为一票制，票价¥1.0。
- 泉通卡普通卡9折，月票卡、敬老卡、爱心卡优惠功能有效
- 可使用泉城通APP及支付宝、云闪付、微信乘车码支付

## 配车
7路配车数总计12部，其中：
- 大金龙XMQ6802AGBEVL2 12部

- 亚星JS6800H
（2004.8-2010.10）
- 福达FZ6890UF3G3
（2010.11 - 2015.11）
- 金旅XML6105JHEVE8C1
（2015.11 - 2018.5）
- 金旅XML6855JEVW0C
（2018.10 - 2018.12，机动）
- 大金龙XMQ6802AGBEVL2
（2018.5 - ）

## 相关
- 泉州公交线路列表